# Folke Bohlin
Folke Ivar Reinhold Bohlin (* 20. März 1903 in Göteborg; † 12. Juni 1972 ebenda) war ein schwedischer Segler.

## Erfolge
Folke Bohlin, der Mitglied im Göteborgs Kungliga Segelsällskap war, nahm zweimal an Olympischen Spielen in der Drachen-Klasse teil. 1948 war er in London bei der Regatta Skipper der Slaghöken, zu deren Crew noch Gösta Brodin und Hugo Johnson gehörten. Mit 4621 Punkten beendeten sie den Wettbewerb hinter dem von Thor Thorvaldsen angeführten norwegischen Boot auf dem zweiten Platz und gewannen somit vor den Dänen um Skipper William Berntsen die Silbermedaille. Zu Bohlins zweiter Olympiateilnahme kam es bei den Olympischen Spielen 1956 in Melbourne. Wieder war er Skipper des schwedischen Bootes, diesmal der Slaghöken II. Gemeinsam mit seinen Crewmitgliedern Bengt Palmquist und Leif Wikström gewannen sie drei der sieben Wettfahrten und beendeten die Regatta mit 5723 Punkten punktgleich mit dem norwegischen Boot um Ole Berntsen auf dem ersten Platz. Aufgrund der größeren Anzahl gewonnener Wettfahrten wurden die Schweden jedoch Olympiasieger. Den dritten Rang belegte das von Graham Mann angeführte britische Boot.